# Tribunal permanent des forces armées
Les tribunaux permanents des forces armées, ou TPFA, sont une ancienne juridiction d’exception française, créée en 1953 et supprimée en 1982,. Ces tribunaux jugent les infractions au code de justice militaire et les crimes et délits commis par les militaires dans l'exécution du service et/ou à l'intérieur d'une enceinte militaire.
Durant la guerre d'Algérie, des législations d’exception ont été mises en œuvre qui accordèrent davantage de pouvoirs aux tribunaux permanents des forces armées d'Algérie. À la suite du décret du 12 février 1960, la justice militaire se substitue à la justice civile. Les compétences de justice civile reviennent alors aux tribunaux permanents des forces armées.

## Histoire
Les tribunaux permanents des forces armées (TPFA) sont créés par le décret du 22 décembre 1953, et remplacent les tribunaux militaires permanents et les tribunaux maritimes (tous deux supprimés, la même année). La France métropolitaine est alors découpée en sept régions avec chacune son TPFA, localisés à Paris, Lille, Rennes, Bordeaux, Lyon, Metz et Marseille. Chaque TPFA est composé de deux magistrats, dont le président, détachés par le ministère de la Justice, et de trois juges militaires.
François Mitterrand porte dans son programme l'abolition des juridictions d'exceptions comme la Cour de sûreté de l'État et les tribunaux militaires. Ils sont supprimés en 1982 et leur juridiction passe aux tribunaux de droit commun. Les seuls tribunaux des forces armées subsistant étant celui d'Allemagne et celui de Paris (qui juge les crimes et délits commis en opérations extérieures), auxquels succèdent le Tribunal aux armées de Paris (dissout en 2012).

### Durant la Guerre d'Algérie
En 1953, en Algérie française, trois TPFA sont créés : Alger, Oran, Constantine. Dans le même temps, un tribunal de cassation permanent des forces armées fut établi à Alger, avec pour ressort l'ensemble de l'Afrique du Nord.
Durant la guerre d'Algérie, des législations d’exception ont été mises en œuvre qui accordèrent davantage de pouvoirs aux tribunaux permanents des forces armées.
Ainsi, la loi d’état d’urgence du 3 avril 1955 déclara les TPFA compétents pour le jugement des actes qualifiés de crimes (tandis que le jugement des actes qualifiés de délits continuait d’être assuré par les tribunaux correctionnels).
Comme les cours d’assises, les TPFA se composaient d’un jury. Il ne s’agissait cependant pas de citoyens tirés au sort sur les listes électorales, mais de militaires de la circonscription du tribunal. Ces militaires participaient donc, par ailleurs, aux opérations de répression du nationalisme algérien. La présidence du TPFA revenait à un magistrat civil, rappelé ou non sous les drapeaux, suivant les périodes de la guerre.
L'état d’urgence fut abrogé en décembre 1955, lorsqu’Edgar Faure dissolût l’Assemblée nationale. Toutefois, le gouvernement suivant, celui de Guy Mollet, reprit l’essentiel des dispositions de l’état d’urgence, dans le cadre de la loi dite des « pouvoirs spéciaux », le 16 mars 1956.
Le décret du 12 février 1960, réforma la procédure en supprimant toute compétence de la justice civile. Ainsi, de 1960 à 1962, les TPFA d’Algérie, désormais seuls compétents, jugèrent près de 16 000 personnes.
Entre 1955 et 1962, les tribunaux militaires d’Algérie ont prononcé près de 1 500 peines capitales, dont 200 environ, ont été exécutées.